# Van Eijckska palatset

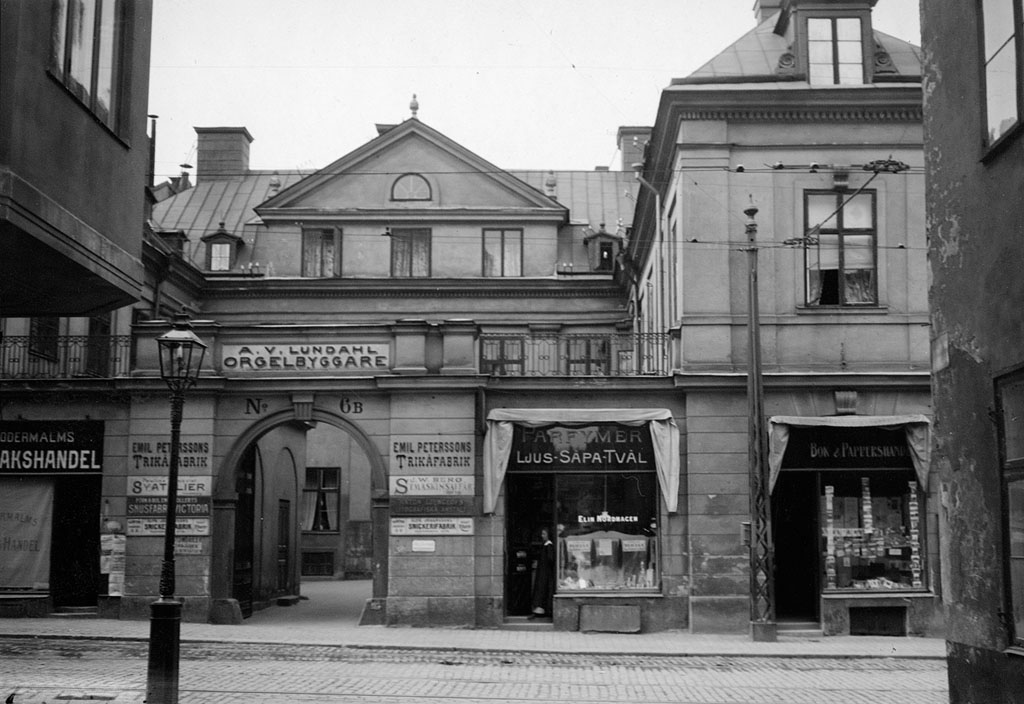
van Eijckska palatset vid Sankt Paulsgatan 6b

van Eijckska palatset, även som Leijonstedska huset, låg i kvarteret Saturnus, norr om Sankt Paulsgatan på Södermalm i Stockholm. Den revs 1940 för att bereda plats för den trafikled som numera kallas Söderleden.
Byggnaden uppfördes av handelsmannen Abraham van Eick och omkring 1664 påbörjades husbygget, sannolikt efter ritningar av en av de två kungliga arkitekterna Nicodemus Tessin d.ä. eller Jean de la Vallée. Redan 1667 fick byggherren erbjudande om att bli kommerseråd i Göteborg och flyttade dit. Palatsbygget syns härigenom ha avstannat, för på plankartan från 1698  redovisas bara huvudbyggnaden och de östra flygelbyggnaderna, den större mot förgården mot gatan och det mindre flygelpartiet åt trädgården i norr. Byggnadens planläggning med två flygelomgivna gårdar var mycket framsynt med tydlig adress till stadspalatsen i Paris. De utförda delarna av byggnaden hyrdes ut till adliga släktingar och även till den nederländska reformerta församlingen, eftersom byggherren var hugenott. 1698 såldes egendomen till kungliga rådet greve Anders Leijonstedt. I samband med den stora Katarinabranden 1723 brandskadades huset och först nu byggdes det ut i sin fulla, planerade omfattning.
Byggnaden finns dokumenterat på foton och i Stockholms stadsmuseum finns två tillvaratagna takspiror i plåt.